# Виллар, Луи II де Бранкас
Луи II де Бранкас (фр. Louis II de Brancas; 5 мая 1714 — 10 января 1793), герцог де Виллар — французский государственный и военный деятель.

## Биография
Сын Луи-Антуана де Бранкаса, герцога де Виллара, и Мари-Анжелики Фремен де Мора.
Первоначально титуловался графом де Лораге. 
Мушкетер (1730). В июле 1731 отец отказался в его пользу от герцогства, и Луи с позволения короля стал называться герцогом де Лораге.
20 июля 1733 получил роту в кавалерийском полку Ферроне. В октябре направлен в Итальянскую армию, где служил в конце года и в первые два месяца следующего. Участвовал в завоевании Миланского замка под командованием маршала Виллара.
10 марта 1734 стал полковником пехотного полка Артуа, командовал им при атаке Этлингенских линий, осаде Филиппсбурга и в следующем году, также в составе Рейнской армии.
В августе 1741 направлен в Нижнерейнскую армию маршала Майбуа. В августе 1742 с этой армией прибыл на границу Богемии и Баварии, где отличился во главе нескольких подразделений.
Бригадир (20.02.1743), полковник пехотного полка своего имени (6.03.1743), отказался от полка Артуа. 1 мая определен в Рейнскую армию, участвовал в битве при Деттингене, закончил кампанию в Нижнем Эльзасе.
1 апреля 1744 назначен в Рейнскую армию маршала Куаньи, содействовал в обороне берегов Рейна, отвоевании Лаутерских линий и Висамбура, участвовал в деле при Хагенау и осаде Фрайбурга.
В 1745 году в армии принца Конти, державшей оборону. Лагерный маршал (1.05, приказ объявлен в ноябре), оставил командование полком.
1 июня 1745 был пожалован в рыцари ордена Золотого руна.
1 мая 1746 направлен во Фландрскую армию, 1 июня переведен под командование Куаньи, участвовал в осаде Монса, после чего присоединился к армии Короля, прикрывал осаду Намюра, участвовал в битве при Року.
1 апреля 1747 снова определен во Фландрскую армию, участвовал в битве при Лауфельде. Генерал-лейтенант (10.05.1748, приказ объявлен в декабре).
18 февраля 1751 принят в Парламенте как пэр Франции.
1 мая 1757 направлен в Германскую армию. Участвовал в битве при Хастембеке и завоевании Ганноверского курфюршества, в 1758 году в битве при Крефельде.
2 сентября 1758 назначен губернатором Гиза. Оставил службу, приняв по смерти отца титул герцога де Бранкаса 29 февраля 1760.

## Семья
1-я жена (28.07.1731): Аделаида-Женевьева-Фелисите д'О (1716—26.08.1735), маркиза де Франконвиль, единственная дочь Симона-Габриеля д'О и Анн-Луизы де Мадайян де Леспар. Умерла через 12 дней после благополучного разрешения от бремени
Дети:
- Луи-Леон-Фелисите (3.07.1733—8.10.1824), герцог де Виллар. Жена (11.01.1755): Элизабет-Полина де Ганд де Мерод де Монморанси (20.10.1737—1794), принцесса д'Изенгьен, дочь Александра-Максимильена-Бальтазара де Ганда, графа де Мидделбурга
- Бюфиль-Антуан-Леон (15.08.1735—3.1821), герцог де Серест. Жена (контракт 23.02.1766): Мари-Луиза де Лёвендаль (1746—1835), дочь графа Вольдемара де Лёвендаля, маршала Франции

2-я жена (19.01.1742): Диана-Аделаида де Майи-Нель (3.1714—30.11.1769), дочь Луи де Майи, маркиза де Нель, и Арманды-Фелис де Лапорт-Мазарини, камерфрейлина дофины Марии Терезы Испанской, метресса Людовика XV
- дочь (11.1744—3.01.1749)

3-я жена (29.06.1772): Вильгельмина ван Нойкирхен (р. 1748), дочь Йохана Гийсберта ван Нойкирхена и Сейны Маргрит ван Вийхе
Сын:
- Луи-Альбер (8.10.1764—1851), герцог де Серест. Жена: Генриетта-Полина де Монесте де Шазерон (1776—1858), дочь Франсуа-Амабля де Монестье, маркиза де Шазерона, и Дианы де Баши де Соссон